# Fußball-Verbandsliga Westfalen 1972/73
Die Saison 1972/73 war die 17. Spielzeit der drittklassigen Verbandsliga Westfalen. Westfalenmeister wurde der VfB 03 Bielefeld, der in der folgenden Aufstiegsrunde im Gegensatz zu Vizemeister Rot-Weiß Lüdenscheid den Sprung in die Regionalliga verpasste. Aus der Gruppe 1 stiegen der Erler SV 08 und die TSG Harsewinkel; aus der Gruppe 2 der Königsborner SV, der RSV Meinerzhagen und der VfL Schwerte ab. Aus der Regionalliga West stieg der Lüner SV in die Verbandsliga ab. Aus den Landesligen stiegen der Hasper SV, der SC Herford, der SV Holzwickede, Hellweg Lütgendortmund und der VfB Rheine auf. Eintracht Recklinghausen wechselte zur kommenden Saison von der Gruppe 2 in die Gruppe 1. 

## Legende
|     |                                                                              |
|     | Teilnahme an der Westfalenmeisterschaft                                      |
|     | Teilnehmer an den Entscheidungsspielen                                       |
|     | Teilnehmer an den Qualifikationsspielen um die Deutsche Amateurmeisterschaft |
|     | Absteiger in die Landesliga Westfalen                                        |
| (A) | Absteiger aus der Regionalliga in der Vorsaison                              |
| (N) | Aufsteiger aus der Landesliga Westfalen in der Vorsaison                     |

## Tabellen

### Gruppe 1
| Pl.               | Verein                | Sp. | S  | U  | N  | Tore    | Diff. | Punkte |
| ----------------- | --------------------- | --- | -- | -- | -- | ------- | ----- | ------ |
| 1.                | VfB 03 Bielefeld      | 30  | 17 | 7  | 6  | 070:360 | +34   | 41:19  |
| 2.                | SC Hassel             | 30  | 18 | 5  | 7  | 066:420 | +24   | 41:19  |
| 3.                | Ahlener SV (N)        | 30  | 16 | 7  | 7  | 061:480 | +13   | 39:21  |
| 4.                | TSV Marl-Hüls         | 30  | 15 | 5  | 10 | 042:330 | +9    | 35:25  |
| 5.                | STV Horst-Emscher 1   | 30  | 14 | 7  | 9  | 048:420 | +6    | 35:25  |
| 6.                | SC Recklinghausen (N) | 30  | 13 | 4  | 13 | 055:450 | +10   | 30:30  |
| 7.                | SpVg Beckum           | 30  | 11 | 8  | 11 | 049:500 | −1    | 30:30  |
| 8.                | VfL Schlangen         | 30  | 9  | 10 | 11 | 037:470 | −10   | 28:32  |
| 9.                | TuS Sennelager 2      | 30  | 11 | 5  | 14 | 049:570 | −8    | 27:33  |
| 10.               | Minden 05             | 30  | 8  | 11 | 11 | 036:440 | −8    | 27:33  |
| 11.               | Hammer SpVg           | 30  | 10 | 6  | 14 | 052:520 | ±0    | 26:34  |
| 12.               | TuS Ahlen             | 30  | 10 | 6  | 14 | 034:480 | −14   | 26:34  |
| 13.               | 1. FC Paderborn       | 30  | 8  | 9  | 13 | 036:480 | −12   | 25:35  |
| 14.               | SpVg Emsdetten 05     | 30  | 10 | 5  | 15 | 047:620 | −15   | 25:35  |
| 15.               | Erler SV 08           | 30  | 8  | 7  | 15 | 042:570 | −15   | 23:37  |
| 16.               | TSG Harsewinkel (N)   | 30  | 7  | 8  | 15 | 040:530 | −13   | 22:38  |
| Stand: Saisonende |                       |     |    |    |    |         |       |        |

#### Entscheidungsspiel um die Gruppenmeisterschaft
Die beiden punktgleichen Mannschaften aus Bielefeld und Hassel sollten in einem Spiel auf neutralen Platz den Meister der Gruppe 1 ermitteln. Das Spiel fand am 20. Mai 1973 vor 4.800 Zuschauern im neutralen Hammer Jahnstadion statt. Hier setzte sich Bielefeld mit 2:1 durch und spielte damit um die Westfalenmeisterschaft, während Hassel um die Teilnahme an der Deutschen Amateurmeisterschaft spielte.
|                  | Ergebnis  |           |
| ---------------- | --------- | --------- |
| VfB 03 Bielefeld | 3:1 (0:0) | SC Hassel |

#### Entscheidungsspiel um Platz 13
Die beiden punktgleichen Mannschaften aus Emsdetten und Paderborn sollten in einem Spiel auf neutralen Platz den Tabellendreizehnten der Gruppe 1 ermitteln. Das Spiel fand am 20. Mai 1973 vor 6.000 Zuschauern im neutralen Warendorf statt. Hier setzte sich Emsdetten mit 2:1 durch und schaffte den Klassenerhalt, während Paderborn gegen den Drittletzten der Gruppe 2 um den Klassenerhalt spielte.
|                 | Ergebnis  |                   |
| --------------- | --------- | ----------------- |
| 1. FC Paderborn | 1:2 (1:1) | SpVg Emsdetten 05 |

### Gruppe 2
| Pl.               | Verein                    | Sp. | S  | U  | N  | Tore    | Diff. | Punkte |
| ----------------- | ------------------------- | --- | -- | -- | -- | ------- | ----- | ------ |
| 1.                | Rot-Weiß Lüdenscheid      | 30  | 18 | 9  | 3  | 058:350 | +23   | 45:15  |
| 2.                | VfL Klafeld-Geisweid (A)  | 30  | 15 | 9  | 6  | 042:260 | +16   | 39:21  |
| 3.                | SSV Hagen                 | 30  | 14 | 9  | 7  | 057:240 | +33   | 37:23  |
| 4.                | Eintracht Recklinghausen  | 30  | 15 | 6  | 9  | 049:330 | +16   | 36:24  |
| 5.                | TuS Neuenrade             | 30  | 12 | 11 | 7  | 052:370 | +15   | 35:25  |
| 6.                | TuS Eving-Lindenhorst (N) | 30  | 12 | 9  | 9  | 046:430 | +3    | 33:27  |
| 7.                | SC Neheim-Hüsten (N)      | 30  | 13 | 7  | 10 | 037:370 | ±0    | 33:27  |
| 8.                | TuS Iserlohn              | 30  | 10 | 11 | 9  | 030:270 | +3    | 31:29  |
| 9.                | SG Wattenscheid 09 Am.    | 30  | 11 | 7  | 12 | 051:400 | +11   | 29:31  |
| 10.               | VfL Witten                | 30  | 11 | 7  | 12 | 027:360 | −9    | 29:31  |
| 11.               | TuS Hattingen             | 30  | 9  | 10 | 11 | 033:340 | −1    | 28:32  |
| 12.               | SuS Hüsten 09             | 30  | 8  | 10 | 12 | 040:390 | +1    | 26:34  |
| 13.               | DSC Wanne-Eickel          | 30  | 6  | 10 | 14 | 033:540 | −21   | 22:38  |
| 14.               | VfL Schwerte              | 30  | 8  | 6  | 16 | 033:700 | −37   | 22:38  |
| 15.               | Königsborner SV           | 30  | 8  | 5  | 17 | 037:530 | −16   | 21:39  |
| 16.               | RSV Meinerzhagen          | 30  | 4  | 6  | 20 | 033:700 | −37   | 14:46  |
| Stand: Saisonende |                           |     |    |    |    |         |       |        |

#### Entscheidungsspiel um Platz 13
Die beiden punktgleichen Mannschaften aus Schwerte und Wanne-Eickel sollten in einem Spiel auf neutralen Platz den Tabellendreizehnten der Gruppe 2 ermitteln. Das Spiel fand am 20. Mai 1973 vor 1.800 Zuschauern im neutralen Bochum statt. Hier setzte sich Wanne-Eickel mit 1:0 durch und schaffte den Klassenerhalt, während Schwerte gegen den Drittletzten der Gruppe 1 um den Klassenerhalt spielte.
|                  | Ergebnis  |              |
| ---------------- | --------- | ------------ |
| DSC Wanne-Eickel | 1:0 (0:0) | VfL Schwerte |

## Westfalenmeisterschaft
Die beiden Gruppensieger ermittelten in einem Entscheidungsspiel den Westfalenmeister. Das Spiel fand am 20. Mai 1973 vor 2.500 Zuschauern im neutralen Lünen statt. Hier setzte sich der VfB 03 Bielefeld gegen Rot-Weiß Lüdenscheid durch. Beide Mannschaften qualifizierten sich für die Aufstiegsrunde zur Regionalliga West.
|                                        | Ergebnis  |                                            |
| -------------------------------------- | --------- | ------------------------------------------ |
| VfB 03 Bielefeld Meister der Staffel 1 | 2:1 (1:1) | Rot-Weiß Lüdenscheid Meister der Staffel 2 |

## Qualifikation für die Deutsche Amateurmeisterschaft
Die Vizemeister der beiden Gruppen ermittelten in einem Spiel den westfälischen Teilnehmer an der deutschen Amateurmeisterschaft. Gespielt wurde am 20. Mai 1973 vor 1.800 Zuschauern im neutralen Werdohl. Der SC Hassel setzte sich gegen den VfL Klafeld-Geisweid durch und qualifizierte sich für die Deutsche Amateurmeisterschaft, wo Hassel bereits in der ersten Runde ausschied.
|                                     | Ergebnis             |                                                |
| ----------------------------------- | -------------------- | ---------------------------------------------- |
| SC Hassel Vizemeister der Staffel 1 | 5:1 n. V. (1:1, 1:1) | VfL Klafeld-Geisweid Vizemeister der Staffel 2 |

## Entscheidungsspiele gegen den Abstieg
Die Drittletzten der beiden Gruppen ermittelten in einem Spiel auf neutralem Platz den fünften Absteiger in die Landesliga. Gespielt wurde am 27. Mai 1973 vor 1.200 Zuschauern im neutralen Soest. Der 1. FC Paderborn schaffte damit den Klassenerhalt. Schwerte musste absteigen, da der VfB 03 Bielefeld den Aufstieg in die Regionalliga verpasste.
|                                   | Ergebnis  |                                |
| --------------------------------- | --------- | ------------------------------ |
| 1. FC Paderborn 14. der Staffel 1 | 4:1 (3:0) | VfL Schwerte 14. der Staffel 2 |